# Echemus angustifrons
Echemus angustifrons är en spindelart som först beskrevs av Westring 1861.  Echemus angustifrons ingår i släktet Echemus och familjen plattbuksspindlar. Enligt den svenska rödlistan är arten nära hotad i Sverige. Arten förekommer i Götaland, Gotland och Öland. Artens livsmiljö är jordbrukslandskap. Utöver nominatformen finns också underarten E. a. balticus.